# Christoph (Schiff)
Das Dampfschiff Christoph war ein württembergischer Schaufelraddampfer auf dem Bodensee.

## Geschichte

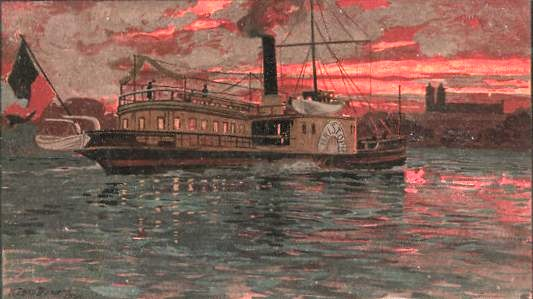
Michael Zeno Diemer: Die Christoph nach Friedrichshafen heimkehrend

Die Christoph war das erste Vollsalonschiff der Württembergischen Staats-Eisenbahn und nach der Kaiser Wilhelm das zweite Vollsalonschiff überhaupt auf dem Bodensee. Zudem war die Christoph das erste Schiff, das von Anbeginn an über ein geschlossenes Steuerhaus verfügte – bei vielen anderen Bodenseedampfschiffen dieser Zeit war der Steuerstand zunächst im Freien und wurde bei Modernisierungen oder Umbauten umhaust. Heimathafen der Christoph war Friedrichshafen.

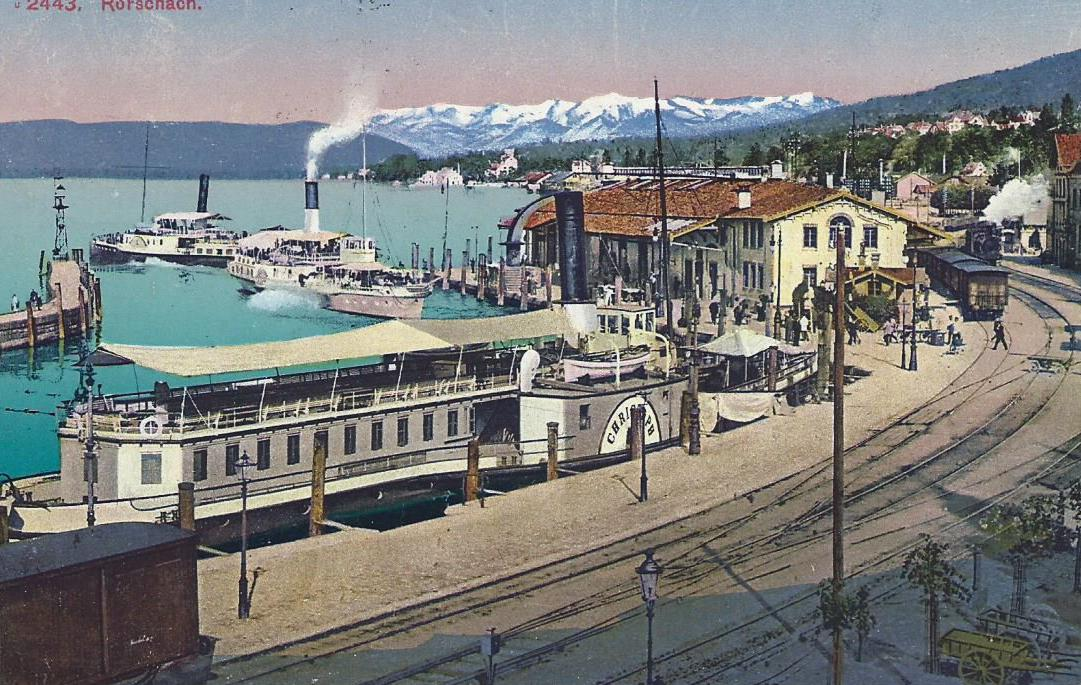
SD Christoph um 1900 in Rorschach, dahinter die Helvetia und die König Karl.

Das von Escher, Wyss & Cie gebaute Dampfschiff ersetzte den alten Glattdeckdampfer Königin von Württemberg aus dem Jahr 1847 und übernahm den Schiffsnamen von der ehemals schweizerischen Hohenklingen, die in Mömpelgard umbenannt wurde. Das Schiff passte mit seinen Aufbauten nicht unter der Rheinbrücke Konstanz hindurch und konnte daher nur auf dem Obersee und dem Überlinger See eingesetzt werden. Nach 1900 wurde es vorwiegend als Schleppschiff für Trajektkähne und für die Luftschiffhallen in der Manzeller Bucht eingesetzt.

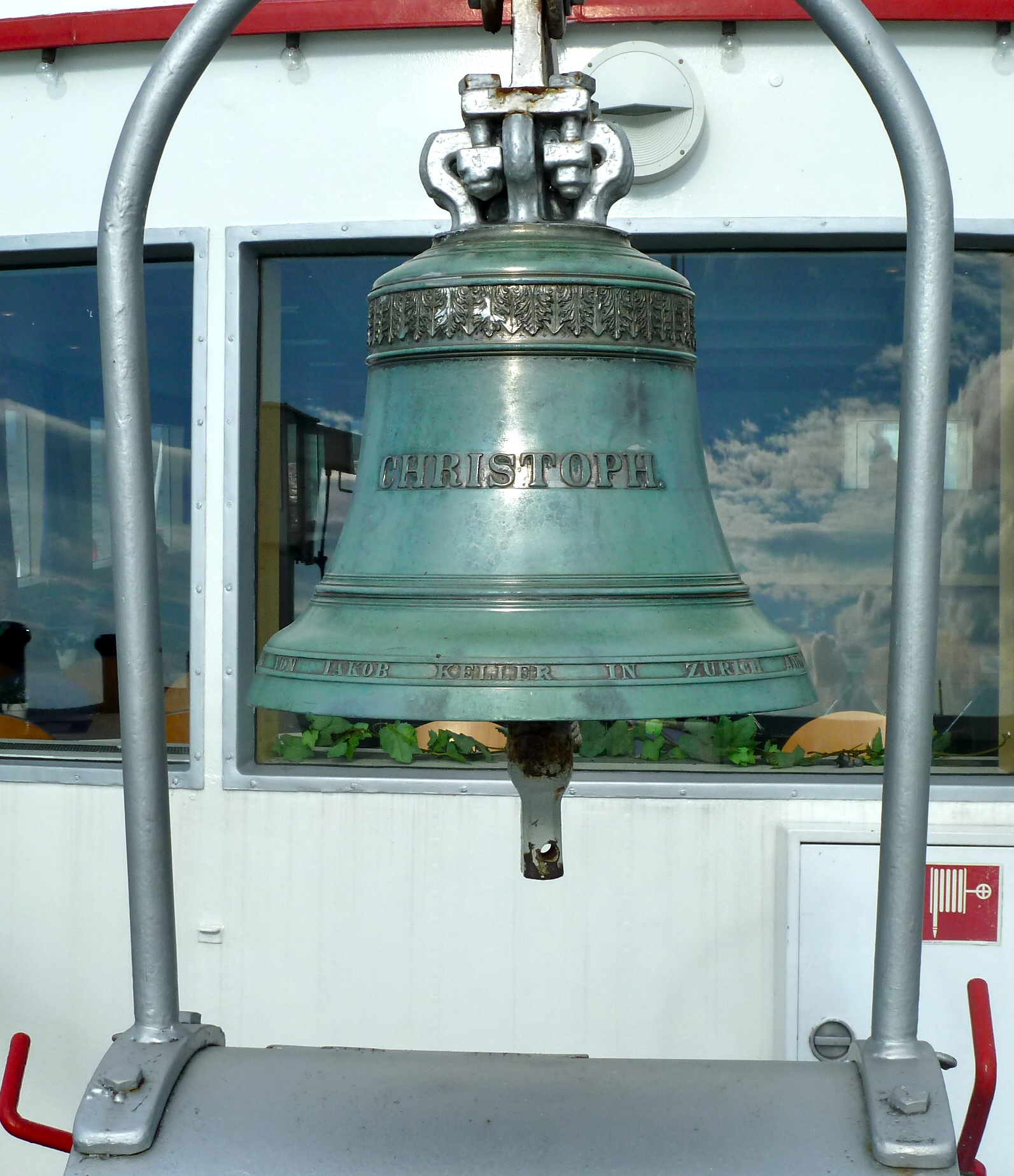
Die Glocke der Christoph befindet sich heute auf dem Vorschiff des MS Stuttgart

1897 erfolgte ein Umbau der Dampfmaschine und der gesamte Antrieb wurde erneuert. Statt mit hölzernen Schaufeln, waren die neuen Schaufelräder mit jeweils zwölf eisernen Schaufeln ausgestattet.
Nach 36 erfolgreichen Dienstjahren, die die Christoph zuverlässig und unauffällig absolvierte, übernahm die neue Hohentwiel die Linien der Christoph, die daraufhin nur noch im Gelegenheitsverkehr eingesetzt wurde. Als nach Ende des Ersten Weltkriegs die Länderbahnen mit ihren Bodenseedampfschiffen in die neu gegründete Deutsche Reichsbahn übernommen wurden, gehörte die Christoph zu den älteren Schiffen, die in diesem Zusammenhang ausgemustert wurden. 1920 wurde die Christoph verschrottet; ihre Schiffsglocke befindet sich heute auf dem Motorschiff Stuttgart.
Vollsalondampfschiffe wie die Christoph blieben eine Rarität auf dem Bodensee. Lediglich die Kaiser Wilhelm, die Stadt Bregenz und die Stadt Überlingen wurden ebenfalls in dieser Bauweise ausgeführt. Wegen ihrer geringeren Seitenwindanfälligkeit und besseren Schwerpunktlage waren Halbsalondampfschiffe auf dem Bodensee weit verbreitet.

## Namensgebung
Christoph von Württemberg war von 1550 bis 1568 der vierte regierende Herzog von Württemberg.